# Паасаал
Паасаал, или южный сисаала (Funsile, Pasaale, Pasaale Sisaala, Southern Sisaala) — один из языков гур, на котором говорят в 18 деревнях горно-западного региона в 105 км к востоку от городов Ва и к югу от города Туму в Гане. На паасаал также говорят несколько тысяч человек в Кот-д’Ивуар. Диалекты гилбагала и пасаали — часть диалектного континуума, который продолжается в языке сисаала. Диалект гилбагала более похож на паасаал, чем на тумулунг-сисаала. Диалект в языке фунси-кундого преобладает среди паасаальских деревень.
Письменность на латинской основе: A a, B b, D d, E e, Ɛ ɛ, F f, G g, Gb gb, Gy gy, H h, I i, Ɩ ɩ, K k, Kp kp, Ky ky, L l, M m, N n, Ny ny, Ŋ ŋ, Ŋm ŋm, O o, Ɔ ɔ, P p, R r, S s, T t, U u, Ʋ ʋ, V v, W w, Y y.